# Setge de Namur
El setge de Namur del 54 aC va ser una de les batalles de la Guerra de les Gàl·lies.

## Antecedents
Després de la seva segona campanya a Britànnia, i rebuts els ostatges britans, Juli Cèsar va tornar a la Gàl·lia on, després d'assistir a una reunió dels gals a Samarobriva, va enviar les seves legions als quarters d'hivern. Tot i que no havia aconseguit cap nova conquesta territorial a Britànnia va tenir èxit a l'hora de terroritzar la gent, prou per teixir una xarxa clientelar i dur-la sota la influència de Roma, i obtenir la glòria per haver creuat amb les seves legions el mar del Nord. Aquestes relacions comercials i diplomàtiques aplanaren el camí per a la conquesta romana de Britànnia el 43 dC.
Una legió, assignada a Gai Fabi, va ser enviada entre els mòrins, una altra, adscrita a Quint Tul·li Ciceró, entre els nervis, una altra adscrita a Luci Rosci Fabat entre els esuvis, una altra amb Tit Labiè entre els rems, tres legions entre els belgues comandades per Marc Licini Cras Dives, Luci Munaci Planc i Gai Treboni, i a les terres dels eburons una legió a la Gàl·lia Cisalpina, amb cinc cohorts, assignat a Quint Tituri Sabí i Luci Aurunculeu Cotta. Cèsar tornà a Itàlia quan sabé que les legions es dirigien als llocs designats.
Després de la victòria dels eburons a la batalla d'Aduatuca, en la qual van morir Luci Aurunculeu Cotta i Quint Tituri Sabí i la legió XIV Gemina fou destruïda, Ambiòrix va aconseguir el suport dels atuàtucs, nervis i nombroses tribus més petites com ara els ceutrons, grudis, levacs, pleumoxis i geidunni, per assetjar el campament de Quint Tul·li Ciceró i la seva legió a l'oppidum de Namur.

## El setge
Els gals van aplicar tècniques i eines similars a les dels romans, apreses de presoners i desertors. Ambiòrix va intentar convèncer Quint Tul·li Ciceró d'abandonar el campament amb la promesa de protegir la seva retirada, però el romà no va caure en el parany del cap dels eburons i va aconseguir resistir amb enormes esforços i moltes víctimes un parell de setmanes fins a l'arribada de Juli Cèsar, que havia estat avisat gràcies a un noble nervi, que havia buscat refugi al començament del setge i va lliurar una carta a Cèsar.
Cesar va sortir de Samarobriva amb gran rapidesa al capdavant de dues legions després de reunir-se amb Gai Fabi i Marc Licini Cras. Un cop a prop del campament Ciceró, uns seixanta mil gals es va dirigir contra Cèsar, que va construir un camp amb gran rapidesa, vencent i perseguint els atacants, i aixecar el setge de Ciceró.

## Conseqüències
Abans del final de l'hivern, Induciomarus cap dels trèvers va atacar als romans que romanien al seu territori i després es va dirigir contra Tit Labiè que havia acampat a la frontera amb els rems, però en conèixer la victòria de Juli Cèsar sobre els nervis al setge de Namur, es va retirar al seu propi territori on va aixecar més tropes i va marxar altra vegada contra Labiè al que va assetjar a la seva caserna de Lavacherie encerclant el seu camp; una sortida sobtada de Labiè el va sorprendre i les seves forces foren posades en fuita i ell mateix va morir en la fugida, en creuar un riu.
Després d'aquests esdeveniments, Cèsar va decidir passar l'hivern amb les tres legions a Samarobriva i acabat l'hivern recuperar la iniciativa i iniciar una campanya de càstig al nord de la Gàl·lia, per evitar un aixecament general.